# Amour sucré
 (mai 2024).
Si vous disposez d'ouvrages ou d'articles de référence ou si vous connaissez des sites web de qualité traitant du thème abordé ici, merci de compléter l'article en donnant les références utiles à sa vérifiabilité et en les liant à la section « Notes et références ».
Amour sucré est un jeu de drague (dating sim) ou otome game conçu et publié par la société Beemoov, sur une idée originale de ChiNoMiko (Stéphanie Sala).
Les joueurs incarnent une lycéenne, aussi nommée « Sucrette », fraîchement arrivée dans un nouvel établissement où elle fera diverses rencontres. Le jeu est disponible depuis mars 2011 sur navigateur et a été finalisé le 24 avril 2018. Il comporte 40 épisodes et s'est vu renommer Amour Sucré High School Life afin de laisser place à deux suites : Amour sucré Campus Life (comportant 20 épisodes) et Amour Sucré Love life (comportant 17 épisodes). En 2022 sort une Amour sucré Alternate life, marquant le retour de personnages présentés dans le premier opus, mais absent de Campus Life et Love life.
Le jeu est également disponible sur iOS et Android depuis décembre 2012.
Il possède plus de 65 millions d'inscrits à l'international dont 10 millions de comptes en France.

## Synopsis
Sucrette emménage dans une ville en bord de mer et intègre le lycée Sweet Amoris. La lycéenne va alors y faire la rencontre de nombreux nouveaux camarades de classe et de professeurs. Parmi eux, elle fera notamment la connaissance de plusieurs garçons aux physiques, caractères et goûts divers : Castiel, Nathaniel, Lysandre, Kentin et Armin.
La jeune fille devra donc devoir trouver sa place au sein de ce nouveau lycée et en savoir plus sur ces fameux garçons. Elle découvrira que la vie au lycée est plus mouvementée qu'elle n'y paraît et rencontrera une multitude de personnages au cours de son aventure

### Campus Life
Dans la version Campus Life, Sucrette, devenue étudiante, revient quatre ans après la fin du lycée afin de finaliser son master. Elle retrouvera d'anciennes connaissances perdues de vue, mais se fera aussi de nouveaux amis et rencontrera de nouveaux potentiels flirts : Rayan, Nathaniel, Castiel, Hyun et Priya

### Love Life
La version Love Life est, quant à elle, une suite directe de Campus Life avec les mêmes personnages. Les relations de Sucrette sont déjà établies selon les choix dans Campus life et les joueurs suivent la route d'un seul flirt choisi parmi les cinq découverts dans Campus Life. Love Life,donne la possibilité au joueur d'obtenir une route secrète avec le personnage d'Eric, mais pour cela, il faut que le joueur fasse des choix spécifiques pour obtenir Eric comme potentiel flirt.
Dans Amour Sucré Love Life, Sucrette se lance dans l'entrepreneuriat en rachetant le café à Clémence, qui souhaite changer de direction. Souhaitant apporter sa propre touche artistique, Sucrette transforme le Cosy Bear Café en café-galerie, rencontrant un succès notable au cours des deux premières années.
Cependant, malgré sa proximité avec le lycée Sweet Amoris et la faculté Antéros Academy, l'affluence au café diminue progressivement. Les visites se font moins fréquentes et les ventes connaissent un déclin.

### Alternate Life
La version Alternate Life permet aux joueuses de vivre une aventure "alternative", l'histoire reprend au début des événements de Campus Life, mais cette fois la Sucrette retrouvera les trois « flirts » de High School Life qui ne faisaient pas partie de la distribution de Campus Life : Lysandre, Kentin et Armin.

### Système de jeu

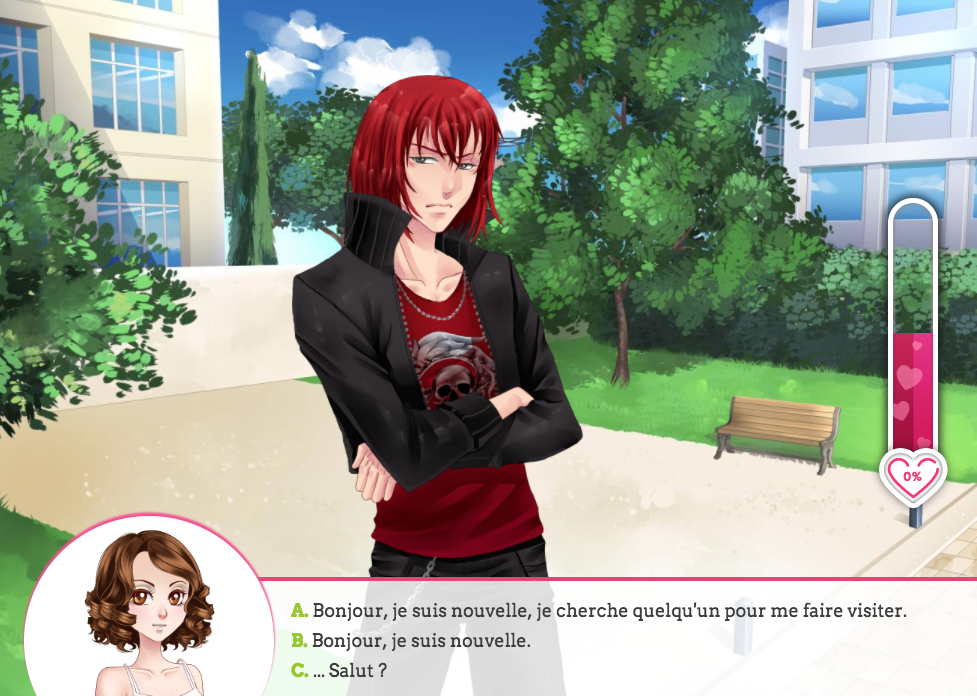
Interface gameplay Amour Sucré. Première rencontre avec un des garçons.

Amour Sucré est un jeu interactif dont le scénario s'adapte selon vos décisions par le biais de dialogues à choix multiples et où le joueur est prié de choisir parmi les réponses proposées. Sur le modèle des visual novels, l'histoire se déroule avec une narration et des dialogues affichés en bas d'écran.
Le joueur est amené à se balader dans l'établissement pour débloquer des rencontres, et donc des dialogues, ainsi que remplir les objectifs pour terminer un épisode. Pour évoluer dans l'histoire, un système de points d'action (PA) est présent. Il est nécessaire d'avoir des PA pour avancer dans le jeu car chaque dialogue a un coût de 2 PA. Anciennement, les PA servaient à changer de lieu. À chaque connexion quotidienne, le joueur reçoit 20 PA et 5 Golds.
Les Golds sont la monnaie du jeu, ils permettent d'acheter les tenues nécessaires durant l'épisode. Ils permettent aussi d'acheter des vêtements ou des accessoires dans les boutiques de la ville. Certains épisodes contiennent des interactions où le joueur doit dépenser des Golds.
Le but du jeu est de se rapprocher son personnage favori parmi les «flirts». Pour ce faire, il faut adapter ses réponses en fonction du personnage auquel on fait face. Une jauge d'appréciation, appelée Lov'O'meter, détermine si le joueur a fait le bon choix. À chaque bonne réponse, la jauge augmente et l'inverse, à chaque mauvaise réponse elle diminue. Plus la jauge est pleine, plus l'affinité entretenue avec le personnage en question est grande. Le Lov'O'meter est disponible pour tous les personnages rencontrés durant le jeu, garçons comme filles.
À chaque épisode, il est proposé au joueur de choisir une tenue adaptée aux événements en cours mais aussi au garçon choisi. En combinant les bons choix de réponse et la bonne tenue, il est alors possible de débloquer une illustration en fin d'épisode. Les illustrations obtenues peuvent être consultées à tout moment et il est d'usage de les collectionner.
Les tenues obtenues durant les épisodes peuvent être équipées sur l'avatar du joueur afin de le personnaliser de la tête aux pieds.

### Liste des épisodes

#### High School Life
| Épisode | Titre de l'épisode                  | Date de sortie    |
| ------- | ----------------------------------- | ----------------- |
| 1       | Un nouveau lycée                    | 26 janvier 2011   |
| 2       | Découverte des clubs du lycée       | 4 février 2011    |
| 3       | Urgence, chien perdu !              | 2 mars 2011       |
| 4       | Le fantôme du lycée                 | 30 mars 2011      |
| 5       | Les débuts de Sherlock Sucrette     | 5 mai 2011        |
| 6       | Cupidon en grève                    | 17 juin 2011      |
| 7       | Pyjama party                        | 19 juillet 2011   |
| 8       | La course aux révisions             | 26 août 2011      |
| 9       | Les pieds dans l'eau                | 7 octobre 2011    |
| 10      | Retour de vacances mouvementé       | 24 novembre 2011  |
| 11      | La course d'orientation             | 10 février 2012   |
| 12      | Tout le monde s'emmêle              | 28 février 2012   |
| 13      | On monte le son ! (première partie) | 13 juin 2012      |
| 14      | On monte le son ! (deuxième partie) | 2 juillet 2012    |
| 15      | Un saut dans le temps               | 10 septembre 2012 |
| 16      | Un masque parfait                   | 5 décembre 2012   |
| 17      | Le masque se brise                  | 21 février 2013   |
| 18      | SOS lapins                          | 7 mai 2013        |
| 19      | Retrouvailles inattendues           | 3 juillet 2013    |
| 20      | Acte I - Les Coulisses              | 9 octobre 2013    |
| 21      | Acte II - En scène !                | 16 mars 2014      |
| 22      | Acte III - Jeu de Piste             | 11 juin 2014      |
| 23      | La Maison des secrets               | 10 décembre 2014  |
| 24      | Boules de poils                     | 9 février 2015    |
| 25      | Réactions chimiques                 | 13 avril 2015     |
| 26      | Déjeuners sur l'herbe               | 17 juin 2015      |
| 27      | La ronde des sentiments             | 27 août 2015      |
| 28      | Un dîner pas si parfait             | 18 novembre 2015  |
| 29      | L'amour de l'art                    | 23 février 2016   |
| 30      | L'amour de l'art, partie 2          | 28 avril 2016     |
| 31      | État d'urgence                      | 5 juillet 2016    |
| 32      | Vivons heureux, vivons cachés       | 13 octobre 2016   |
| 33      | Le fruit du hasard                  | 19 décembre 2016  |
| 34      | Messages inquiétants                | 28 février 2017   |
| 35      | Enquête sur le net                  | 9 mai 2017        |
| 36      | Le prix de la vérité                | 11 juillet 2017   |
| 37      | Sous influence                      | 21 septembre 2017 |
| 38      | Le poids du passé                   | 5 décembre 2017   |
| 39      | Résultat des courses                | 6 février 2018    |
| 40      | Vivre et laisser vivre              | 24 avril 2018     |

#### Campus Life
| Épisode | Titre de l'épisode        | Date de sortie   |
| ------- | ------------------------- | ---------------- |
| 1       | Retrouvailles             | 6 juin 2018      |
| 2       | Premiers jours de cours   | 6 juin 2018      |
| 3       | Opération cupidon         | 4 juillet 2018   |
| 4       | Crowstorm                 | 1er août 2018    |
| 5       | Café surprise             | 5 septembre 2018 |
| 6       | Secrets et confidences    | 3 octobre 2018   |
| 7       | Vague d'émotions          | 14 novembre 2018 |
| 8       | Sous pression             | 4 décembre 2018  |
| 9       | Soirée folle !            | 9 janvier 2019   |
| 10      | Premier Rendez-vous       | 6 mars 2019      |
| 11      | Incertitudes...           | 3 avril 2019     |
| 12      | Déconnexion               | 6 mai 2019       |
| 13      | Reconnexion               | 5 juin 2019      |
| 14      | Soleil couchant           | 3 juillet 2019   |
| 15      | Roller Coaster émotionnel | 7 août 2019      |
| 16      | Dans tes bras             | 4 septembre 2019 |
| 17      | Dernière ligne droite     | 2 octobre 2019   |
| 18      | Présentations officielles | 6 novembre 2019  |
| 19      | Rétrospective             | 4 décembre 2019  |
| 20      | Un nouveau départ         | 8 janvier 2020   |

#### Love Life
| Épisode | Titre de l'épisode           | Date de sortie   |
| ------- | ---------------------------- | ---------------- |
| 1       | Art and Love                 | 4 mars 2020      |
| 2       | Le grand Jour                | 4 mars 2020      |
| 3       | Bad Buzz                     | 1 avril 2020     |
| 4       | Think!                       | 6 mai 2020       |
| 5       | Friends Before Art           | 3 juin 2020      |
| 6       | Panique à bord               | 1 juillet 2020   |
| 7       | Krakin'news                  | 12 août 2020     |
| 8       | Sérendipité                  | 9 septembre 2020 |
| 9       | Révélations                  | 7 octobre 2020   |
| 10      | Imprévu de dernière minute   | 4 novembre 2020  |
| 11      | Seconde chance               | 2 décembre 2020  |
| 12      | Chrysalides                  | 6 janvier 2021   |
| 13      | Dilemmes                     | 3 février 2021   |
| 14      | Chemins croisés              | 3 mars 2021      |
| 15      | Un dernier mug pour la route | 14 avril 2021    |
| 16      | Oui, je le veux !            | 9 novembre 2021  |
| 17      | Une lune de miel sauvage     | 11 juillet 2023  |

#### Alternate Life

##### Alternate Life Lysandre
| Episode | Titre de l'épisode      | Date de sortie  |
| ------- | ----------------------- | --------------- |
| 1       | L'air de la campagne    | 26 janvier 2022 |
| 2       | Se redécouvrir          | 16 février 2022 |
| 3       | En profondeur           | 2 avril 2022    |
| 4       | Les saisons avec toi    | 16 avril 2022   |
| 5       | Un corbeau tombé du nid | 18 janvier 2023 |
| 6       | Les fleurs de l'amour   | 15 mars 2023    |

##### Alternate Life Kentin
| Episode | Titre de l'épisode             | Date de sortie  |
| ------- | ------------------------------ | --------------- |
| 1       | Un souvenir bien vivant        | 25 mai 2022     |
| 2       | Ces jours sans toi !           | 8 juin 2022     |
| 3       | Ces moments avec toi !         | 29 juin 2022    |
| 4       | Loin des yeux, proche du coeur | 13 juillet 2022 |
| 5       | Au bout du monde avec toi      | 1 février 2023  |
| 6       | Deux cœurs à l’unisson         | 12 avril 2023   |

##### Alternate Life Armin
| Episode | Titre de l'épisode | Date de sortie    |
| ------- | ------------------ | ----------------- |
| 1       | 404 not found      | 21 septembre 2022 |
| 2       | Reset              | 12 octobre 2022   |
| 3       | 418 I’m a teapot   | 2 novembre 2022   |
| 4       | 409 conflict.      | 16 novembre 2022  |
| 5       | 100 continue       | 1 mars 2023       |
| 6       | 202 accepted       | 26 avril 2023     |

#### Rythme de sortie
Depuis le début de Campus Life, l'équipe Beemoov suit le rythme d'un épisode par mois. Celui sort en général le premier mercredi du mois, sauf cas exceptionnel (par exemple à la suite d'événements tels que Halloween et Noël, la sortie est en général reportée au deuxième mercredi du mois).

### Développement
Amour Sucré est développé par Beemoov, studio indépendant basé à Nantes. La conception du jeu, portée et dirigée par ChinoMiko (également à l’origine du jeu Eldarya), a débuté en 2010. Le pari de ce jeu était de proposer un otome game différent de ceux distribués en Asie et adapté à une cible occidentale ,. Ce pari fut une réussite, quelques mois après sa sortie le jeu comptait plus de 500 000 joueurs.
Les codes du jeu emprunte aux bishojo games, mais aussi aux shojo, mangas à la dimension romantique et destinés aux jeunes femmes.
En mai 2012, le jeu dépasse les 2 millions d’inscrits en France et se développe alors à l’international. Le jeu connait un succès important au Brésil.
Le jeu a également eu droit à une campagne télévisée diffusée sur TF1 et autres chaines de la TNT.

#### Suite d'Amour sucré:Campus Life,Love LifeetAlternate Life
En 2018, Beemoov a annoncé la sortie de Amour sucré Campus Life qui relate les aventures de Sucrette à l'université, avec de nouveaux personnages à séduire. Il est possible de jouer à Campus Life sans avoir joué à High School Life, premier jeu présentant les débuts de Sucrette lorsqu'elle est encore au lycée.
Introduit comme les remplaçants des précédents personnages, nous trouvons Hyun, un serveur du Cosy Bear Café, Rayan Zaidi, le professeur d'art moderne et enfin Priya, ancienne camarade de classe de l'héroïne, le personnage de Prya est l'un des « flirts » disponible dans cette saison, marquant ainsi la première relation LBGT possible dans le jeu, ainsi qu'une foule de nouveaux personnages comme Yeleen, Chani et Morgan.
En mars 2020, Beemov lance Amour Sucré Love Life, suite de Campus Life, les joueurs peuvent cette fois suivre leur sucrette et son amoureux dans les défis de la vie de jeune adulte.
En 2022 sort une Amour sucré Alternate life, marquant le retour de personnages présentés dans le premier opus High School Life, mais absent de Campus Life et Love Life,. La version Alternate Life - Lysandre sort en janvier 2022, elle est suivie par Alternate Life - Kentin en mai 2022. Une version Alternate Life - Armin est également annoncée en mai 2022 avec comme sortie le 21 septembre 2022.

### Manga
Une adaptation manga d’Amour Sucré a été publiée avec une histoire qui se déroule en 5 tomes. Les livres utilisent le même système que le jeu avec des arcs différents selon les choix réalisés par le lecteur.
L’histoire reprend les personnages principaux du jeu (Nathaniel, Castiel, Lysandre…) en mettant en scène un personnage inédit.

#### Liste des tomes

##### Le SMS mystère
Lynn, l'héroïne du jeu Amour Sucré, veut célébrer son anniversaire. Sa tante, qui est en temps normal très gentille et compréhensive, le lui interdit. Lynn décide donc d'organiser une soirée malgré l'interdiction, mais son plan va être interrompu par la réception d'un curieux SMS. Ce dernier va la mener à la rencontre de trois garçons qui ne la laissent pas indifférente : Castiel, Lysandre et Nathaniel.

##### Speed Camping
Boris et Mr Faraize ont organisé une sortie au camping et à la mer. Cependant, un imprévu va tout bouleverser : un des sacs a été échangé et la moitié des tentes ont disparu. Les protagonistes vont donc essayer de s'organiser malgré ces incidents.

##### Le Masque des Souvenirs
Après son aventure en camping, Lynn retourne au lycée. Inquiète à cause du malaise de Viktor, elle est également troublée par des événements étranges qui se sont déroulés, ayant un lien avec son ami d'enfance. Cherchant un soutien auprès de ses amis, elle va finalement répondre aux sollicitations de Peggy après la découverte d'un masque mystérieux et d'une clé.

##### Plan de Vol
Lynn découvre que Viktor, son ami d'enfance, est fiancé. Bouleversée par les actes et les paroles de ce dernier, elle trouvera refuge auprès de ses amis du lycée.

##### Le voyage des réponses
À l'occasion d'un voyage scolaire, Lynn et ses amis arrivent en Australie. L'héroïne découvre qu'elle va devoir vivre en famille d'accueil avec Ambre pendant deux semaines. Viktor cherche également à en savoir plus sur les documents qu'il a trouvé.